# Thailändische Volleyballnationalmannschaft der Männer
Die thailändische Volleyballnationalmannschaft der Männer ist eine Auswahl der besten thailändischen Spieler, die die Volleyball Association of Thailand bei internationalen Turnieren und Länderspielen repräsentiert.

## Geschichte

### Weltmeisterschaft
Bei der bislang einzigen Teilnahme an einer Volleyball-Weltmeisterschaft belegten die Thailänder 1998 den 19. Platz.

### Olympische Spiele
Thailand konnte sich noch nie für Olympische Spiele qualifizieren.

### Asienmeisterschaft
Bei den ersten Teilnahmen an der Volleyball-Asienmeisterschaft erreichten die Thailänder 1987 und 1989 die Ränge 14 und 15. Zwei Jahre später kamen sie als Neunter erstmals unter die besten Zehn. 1993 wurden sie im eigenen Land Siebter. Das gleiche Ergebnis gab es beim folgenden Turnier, während es 1997 nur zum elften Rang reichte. 2003 kehrten die Thailänder als Zehnter zurück und als sie 2005 erneut Gastgeber waren, schafften sie mit Platz fünf ihr bestes Ergebnis. Bei der Asienmeisterschaft 2007 wurden sie Sechster.

### World Cup
Thailand hat noch nie im World Cup mitgespielt.

### Weltliga
Auch die Volleyball-Weltliga fand bisher ohne thailändische Beteiligung statt.